# Armeemuseum der DDR
Das Armeemuseum der DDR war ein Museum der NVA in der DDR in Dresden.

## Geschichte

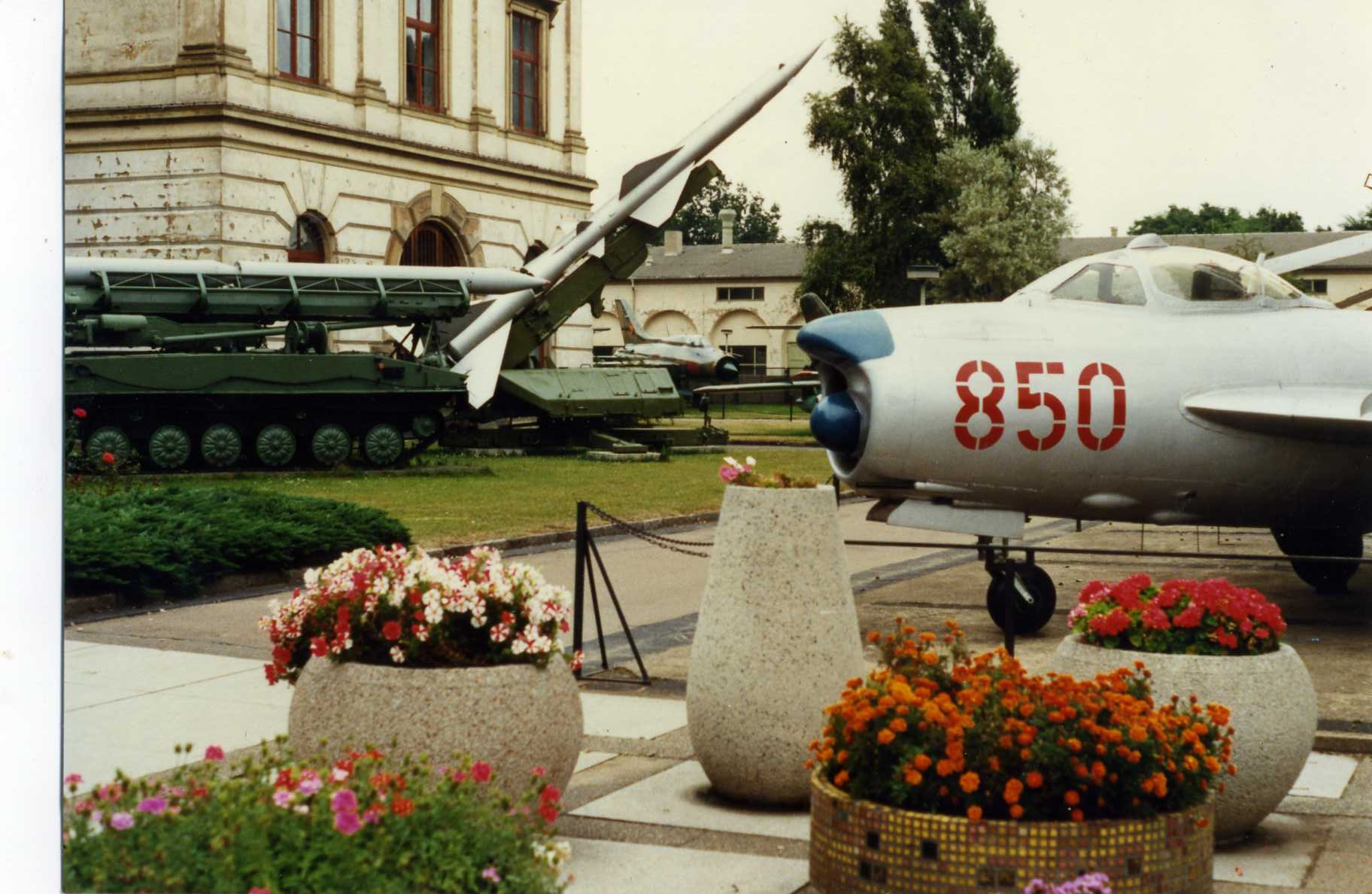
Das Armeemuseum der DDR im Jahr 1988

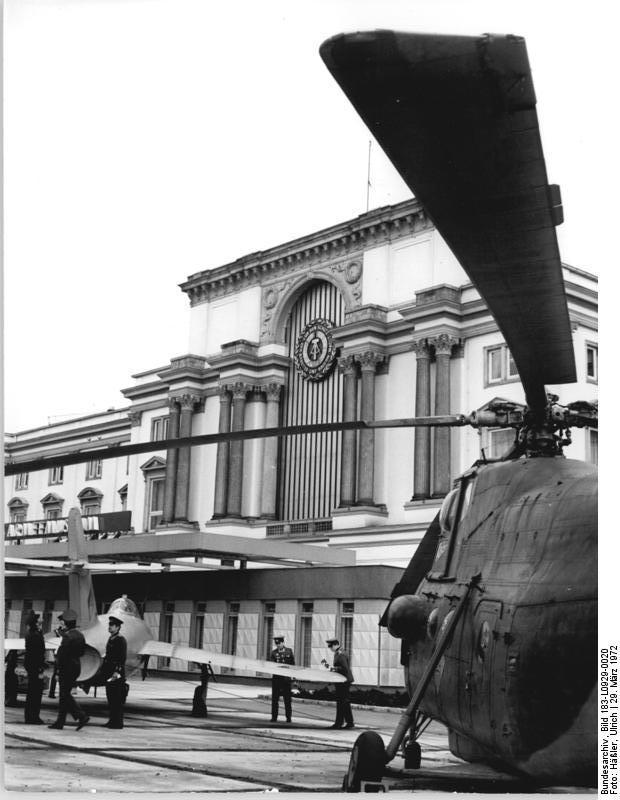
Das Armeemuseum der DDR im Jahr 1972

Nach dem Zweiten Weltkrieg waren Militärmuseen in Deutschland zunächst verboten. Verbliebene Bestände wurden von der Roten Armee beschlagnahmt und großteils in die Sowjetunion abtransportiert. Mit dem Beitritt der DDR zum Warschauer Vertrag 1955 und der Gründung der Nationalen Volksarmee entstand das Bedürfnis, die eigene Militärgeschichte aufzuarbeiten. Somit ordnete der Minister für Nationale Verteidigung Willi Stoph die Einrichtung einer „ständigen Ausstellung der Nationalen Volksarmee“ an.
Am 1. März 1961 wurde das Museum als Deutsches Armeemuseum im Marmorpalais in Potsdam eröffnet. Am 24. März 1972 erfolgte die Eröffnung in Dresden. Es stellte 6.000 Exponate auf 7.000 Quadratmetern aus. Die ständige Ausstellung bestand aus drei Hauptteilen:
- Militärgeschichte 1400 bis 1917
- Militärgeschichte 1917 bis 1945
- Militärgeschichte der DDR

Den Grundstock bildete die 1958/59 aus der Sowjetunion zurückgeführten Reste der Handfeuer- und Blankwaffensammlung des Sächsischen Armeemuseums und der Kriegsmarineschau des Museums für Meereskunde in Berlin. Dies umfasste rund 3.700 Exponate.
Im Jahr 1981 zählte der Fundus 130.000 Exponate, darunter 250 militärische Großgeräte, wie Flugzeuge, Panzer und Geschütze, 9.000 Handwaffen, 22.500 Uniformen, Helme und Mützen sowie 18.500 Effekten, 12.500 Orden, Medaillen und Abzeichen, 800 Fahnen, Standarten und Wimpel, 1.700 militärische Modelle, 32.000 Dokumente, Karten und Plakate, 9.500 Gemälde, Grafiken, Plastiken und andere Kunstwerke sowie 21.000 Zinnfiguren. Die Fotothek umfasste 1981 265.000 Fotos, Dias und Negative.
Es bewahrte Exponate zum Lebensweg und Raumflug von Sigmund Jähn. Besondere Ausstellungsstücke waren die Faule Magd und der Brandtaucher. Zum Fundus des Museums gehörten auch Werke bildender Künstler der DDR, die zumeist als Auftragsarbeiten deer NVA entstanden waren.
Eine Einrichtung war die Mai 1965 bzw. im Juni 1979 eröffnete ständige Ausstellung Militärtechnik und Gesellschaftsordnung auf der Festung Königstein. Es leistete Forschungsarbeiten und umfangreiche wissenschaftliche Beratungen sowie Gutachtertätigkeiten. Zum zwanzigjährigen Bestehen erhielt es den Kampforden „Für Verdienste um Volk und Vaterland“. Es war Mitglied in der International Council of Museums und ab 1973 der International Association of Museums of Arms and Military History.
Das Armeemuseum der DDR wurde 1990 vom Bundesverteidigungsministerium übernommen und erhielt den Namen Militärhistorisches Museum der Bundeswehr.